# André-Jean Festugière
André-Jean Festugière (Jean Paul Philippe Festugière), né le 15 mars 1898 à Paris 8e et mort le 13 août 1982 à Saint-Dizier (Haute-Marne), est un philosophe et un dominicain français, philologue, spécialiste du néoplatonisme, notamment de Proclus. On lui doit la traduction et l'édition des écrits attribués à Hermès Trismégiste.

## Biographie
Jean Festugière était le deuxième d’une famille de neuf enfants, endeuillée par la mort prématurée de deux garçons, son frère aîné tué à la guerre en 1916 et un frère plus jeune mort d’une tuberculose mal soignée en 1921. Ce frère s’appelait André, et c’est en souvenir de lui que, en entrant en religion en 1924, Jean Festugière reçut le nom de « frère André-Marie ». 
Le R.P. André-Jean Festugière fait ses premières études au Collège Stanislas, au lycée Condorcet puis à Louis-le-Grand. Il entre ensuite à l'École normale supérieure en 1918 où il obtient l'agrégation des lettres deux ans plus tard. Il rejoint ensuite l'École française de Rome (1920-1921) puis l'École française d'Athènes (1921-1922). 
À la suite d'une visite à l'abbaye bénédictine de Maredsous, en Belgique, il entre dans l'ordre des Dominicains en 1923, avant d'être ordonné prêtre en 1930. « La raison est simple, je me suis senti aimé », écrit-il en 1980. André-Marie était son nom de religion, Jean son nom d'origine. Du même coup, la carrière universitaire qui s’annonçait pour lui, se transforma en une vie entière de religieux dominicain, menée dans une fidélité scrupuleuse à la solitude de la vie claustrale et à l’observance de la règle. Un nouveau cycle d’études, celles-ci théologiques, s’offrait à lui, au noviciat d’Amiens (1924-25) et ensuite au Saulchoir de Kain en Belgique (c’était le temps de l’exil des religieux hors de France), où il fut ordonné prêtre le 22 mai 1930. L’année suivante, il était lecteur en théologie, le grade canonique pour enseigner dans l’Ordre.
Il fut directeur d'études à l'École pratique des hautes études de 1942 à 1968, et membre de l'Académie des inscriptions et belles-lettres en 1958.
Ses recherches ont été consacrées à la pensée religieuse de l'Antiquité païenne, dans ses contacts avec le christianisme naissant. Il a édité et traduit de nombreux textes du Concile d'Éphèse et du Concile de Chalcédoine, du philosophe néoplatonicien Proclus, ainsi que le Corpus Hermeticum attribué au prétendu Hermès Trismégiste. « Toute sa vie, le Père Festugière s’appliqua à étudier, dans son contexte païen, le fait chrétien. Et plus il avait du contexte païen une connaissance exacte et approfondie, plus la spécificité du fait chrétien lui apparaissait dans sa clarté. »

## Œuvres du Père Festugière
La bibliographie établie par le P. Henri-Dominique Saffrey dans le Mémorial A.-J. Festugière récense 73 titres de livres, 182 articles de revue et 94 comptes rendus importants.

### Éditions et traductions
- Trois dévôts païens. Firmicus Maternus, Porphyre, Sallustius, trad. du grec ancien et présentés par André-Jean Festugière, Éditions du Vieux Colombier, 1944.
- Hippocrate, L'ancienne médicine. Paris, Klincksieck, coll. « Études et Commentaires, » n° 4, 1948.
- Moines d’Orient (Constantinople, Palestine, Égypte), Paris, Cerf, sept volumes publiés de 1961 à 1965
- Érasme, Enchiridion militis christianis ; trad. André-Jean Festugière. Paris, J. Vrin, 1971. (Bibliothèque des textes philosophiques).  (ISBN 2-7116-0235-4)
- Les Trois protreptiques de Platon : Euthydème, Phédon, Epinomis, trad. André-Jean Festugière. Paris, J. Vrin, 1973.
- Artémidore d'Éphèse, La clef des songes ; trad. et notes par André-Jean Festugière. Paris, Vrin, coll. « Bibliothèque des textes philosophiques », 1975. Rééd. 2005.  (ISBN 2-7116-0033-5)
- Léontios de Néapolis, Vie de Syméon le Fou et Vie de Jean de Chypre, éd. A.J. Festugière, L. Ryden, Paris, Librairie orientaliste Paul Geuthner, 1974.
- Deux prédicateurs de l'Antiquité : Télès et Musonius, trad. André-Jean Festugière, Paris, J. Vrin, 1978  (ISBN 9782711606979).
- Actes des conciles d’Éphèse et de Chalcédoine, trad. André-Jean Festugière, Paris, Beauchesne,  coll. « Théologie Historique », 1982.  (ISBN 2-7010-1043-8)
- Le corpus athénien de saint Pachôme édité par le P. François Halkin avec une trad. française par le P. André-Jean Festugière, Genève Cramer, 1982.
- Sozomène, Histoire ecclésiastique ; trad. André-Jean Festugière, Paris, Cerf, coll.«  Sources Chrétiennes », 1983. [présentation en ligne]
- Aelius Aristide. Discours sacrés. Rêve, religion, médecine au IIe siècle après J.C. Introduction et trad. par André-Jean Festugière, Notes par H.-D. Saffrey et préface de Jacques Le Goff, Paris, Éditions Macula, 1986.
- Traduction de L'Évangile selon St. Marc, 1992.

#### Hermès Trismégiste
- Hermès Trismégiste, Corpus hermeticum. Tome 1, Poimandrès. Traités II-XII ; éd. Arthur D. Nock et André-Jean Festugière, tr. André-Jean Festugière, 2e éd. Paris, Les Belles Lettres, « coll. des Universités de France », 1946.  (ISBN 2-251-00135-2).
- Corpus hermeticum. Tome 2, Traités XIII-XVIII. Asclépius ; éd. Arthur D. Nock et André-Jean Festugière, tr. André-Jean Festugière. Paris, Les Belles Lettres, « coll. des Universités de France », 1946.  (ISBN 2-251-00136-0).
- Corpus hermeticum. Tome 3, Fragments extraits de Stobée I-XXII ; éd. et tr. André-Jean Festugière. Paris, Les Belles Lettres, « coll. des Universités de France », 1954. ().  (ISBN 2-251-00137-9).
- Corpus hermeticum. Tome 4, Fragments extraits de Stobée XXIII-XXIX. Fragments divers ; éd. et tr. André-Jean Festugière. Paris, Les Belles Lettres, « coll. des Universités de France », 1954.  (ISBN 2-251-00138-7).

#### Proclus
- Proclus, Commentaires sur le Timée. Tome 1, Livre I ; tr. André-Jean Festugière. Paris, J. Vrin-CNRS, coll. « Bibliothèque des textes philosophiques », 1966  (ISBN 2-7116-0626-0).
- Commentaires sur le Timée. Tome 2, Livre II ; tr. André-Jean Festugière. Paris, J. Vrin-CNRS, coll. « Bibliothèque des textes philosophiques », 1967  (ISBN 2-7116-0627-9).
- Commentaires sur le Timée. Tome 3, Livre III ; tr. André-Jean Festugière. Paris, J. Vrin-CNRS, coll. « Bibliothèque des textes philosophiques », 1967 (ISBN 2-7116-0628-7).
- Commentaires sur le Timée. Tome 4, Livre IV ; tr. André-Jean Festugière. Paris, J. Vrin-CNRS, coll. « Bibliothèque des textes philosophiques », 1968 (ISBN 2-7116-0629-5).
- Commentaires sur le Timée. Tome 5, Livre V ; tr. André-Jean Festugière. Paris, J. Vrin-CNRS, coll. « Bibliothèque des textes philosophiques », 1969 (ISBN 2-7116-0630-9).
- Commentaires sur la République. Tome 1, Livres 1-3  ; tr. André-Jean Festugière. Paris, J. Vrin-CNRS, coll. « Bibliothèque des textes philosophiques », 1970 (ISBN 2-7116-0632-5).
- Commentaires sur la République. Tome 2, Livres 4-9 ; tr. André-Jean Festugière. Paris, J. Vrin-CNRS, coll. « Bibliothèque des textes philosophiques », 1970 (ISBN 2-7116-0633-3).
- Commentaires sur la République. Tome 3, Livre 10 ; tr. André-Jean Festugière. Paris, J. Vrin-CNRS, coll. « Bibliothèque des textes philosophiques », 1970 (ISBN 2-7116-0634-1).

### Monographies
- Carnet de fouilles Délos (1922), Archives EFA.
- Le Sanctuaire de Silvain (1922), Archives EFA.
- L'idéal religieux des Grecs et l'Évangile, 1932 (Prix Thérouanne 1933 de l’Académie française)

- Contemplation et Vie contemplative selon Platon, 1933. Thèse de doctorat, sous la direction de Léon Robin, Vrin, 1936
- Socrate, Flammarion, 1934.
- André-Jean Festugière et Pierre Fabre, Le monde gréco-romain au temps de Notre-Seigneur, Paris, Bloud & Gay, coll. « Bibliothèque catholique des sciences religieuses », 1936 (Prix d'Académie 1936 de l’Académie française)

- Contemplation et vie contemplative selon Platon. Paris, J. Vrin, 1936 ; réimp. coll. « Bibliothèque de philosophie », 1975  (ISBN 2-7116-0242-7).
- L'Enfant d'Agrigente, Paris, Cerf, coll. « Antiquariat », 1941 (Prix Bordin 1951 de l’Académie française)

- La sainteté, Paris, PUF, coll. « Mythes et Religions », 942.
- La Révélation d’Hermès Trismégiste, Paris, Les Belles Lettres, 1944-1954 (4 volumes)[9]
  - vol. I : L'astrologie et les sciences occultes (1944), xiv-424 p. 
  - vol. II : Le dieu cosmique (1949), xvii-610 p. 
  - vol. III :  Les doctrines de l'âme (1953), xiv-314 p. 
  - vol. IV : Le dieu inconnu et la gnose (1954), xi-319 p.

- Épicure et ses dieux. Paris, PUF, 1946 ; 3e éd. 1985 (ISBN 2-13-038592-3).
- Liberté et civilisation chez les grecs, Éditions de la Revue des jeunes, Paris, 1947.
- (en) Personal religion among the Greeks. Berkeley, University of California Press, « Sather Lectures » n° 26, 1954.,
- Antioche païenne et chrétienne. Libanius, Chrysostome et les moines de Syrie, Bibliothèque des Écoles françaises d'Athènes et de Rome, fasc. 184, Paris, de Boccard, 1959. [présentation en ligne]
- Hermétisme et mystique païenne, Paris, Aubier Montaigne, 1967.
- Collections grecques de miracles, Picard, 1971.
- George Herbert, poète, saint anglican (1593-1633), Paris, J. Vrin, 1971.
- Études de philosophie grecque, Paris, J. Vrin, coll. « Bibliothèque d'histoire de la philosophie », 1971.  (ISBN 2-7116-0243-5).
- Études de religion grecque et hellénistique. Paris, J. Vrin, coll. « Bibliothèque d'histoire de la philosophie », 1972.  (ISBN 2-7116-0244-3).
- Les trois Protreptiques de Platon : Euthydème, Phédon, Epinomis. Paris, J. Vrin, coll. « Bibliothèque d'histoire de la philosophie », 1973.
- Observations stylistiques sur l'Évangile de S. Jean, Paris Klincksieck, 1974.
- Études d'histoire et de philologie. Paris, J. Vrin, coll. « Bibliothèque d'histoire de la philosophie », 1975 (ISBN 2-7116-0246-X).
- La Vie spirituelle en Grèce à l'époque hellénistique ou les besoins de l'esprit dans un monde raffiné, Paris, A. et J. Picard, 1977.
- La philosophie de l'amour de Marsile Ficin et son influence sur la littérature française au XVIe siècle. Paris, J. Vrin, coll. « Études de philosophie médiévale » n° 31, 1980 (ISBN 2-7116-8072-X).
- Dix textes inédits tirés du Ménologe impérial de Koutloumous : édition princeps de François Halkin, traduction française d'André-Jean Festugière, Genève, Cramer, coll. « Cahiers d'orientalisme » n° VIII, 1984. [présentation en ligne]